# Naja oxiana
Naja oxiana este o specie de șerpi din genul Naja, familia Elapidae, descrisă de Eichwald 1831. Conform Catalogue of Life specia Naja oxiana nu are subspecii cunoscute.

## Galerie

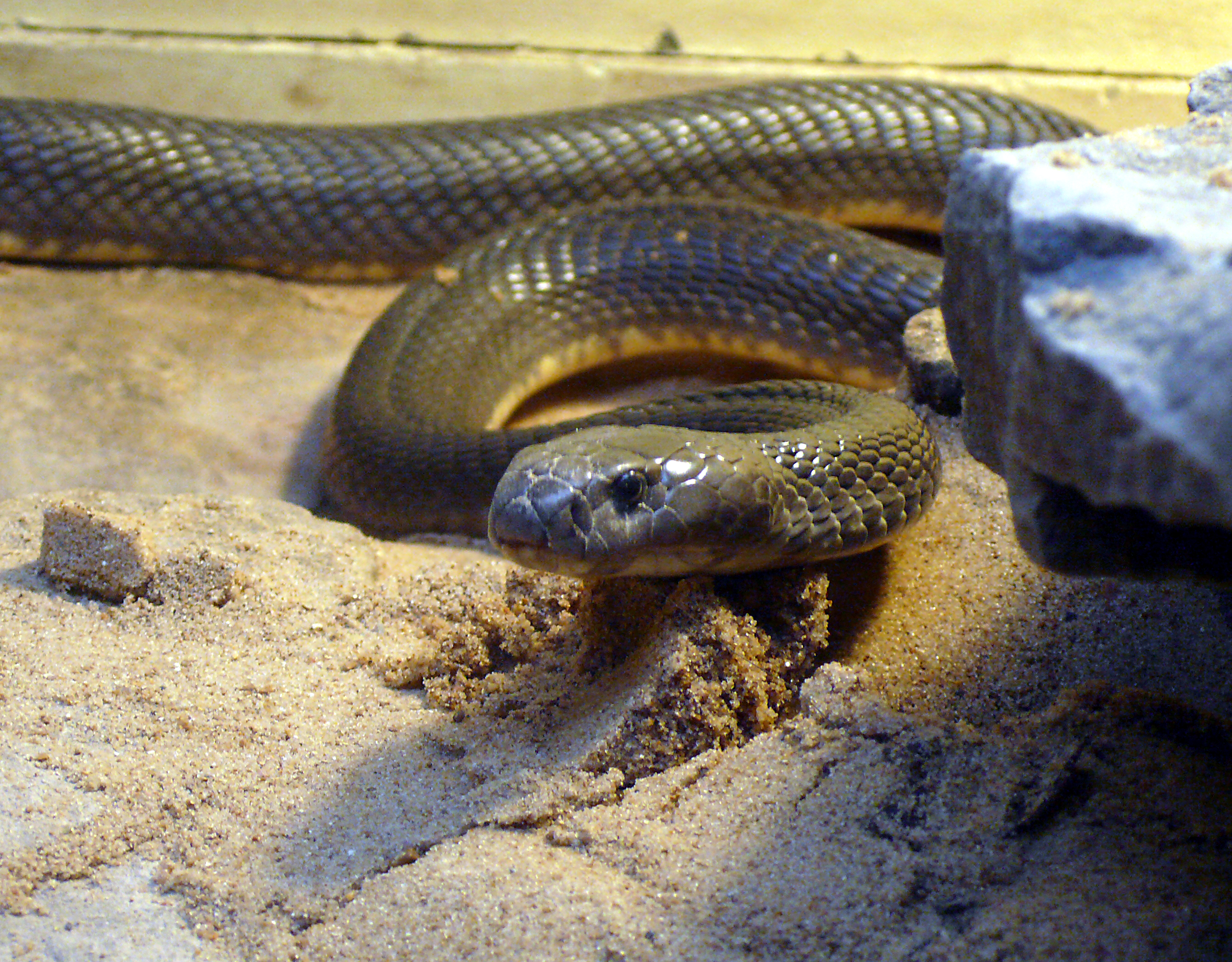